# Marie-Agnès Letrouit-Galinou
Marie-Agnes Letrouit-Galinou (Mayenne, 14 de diciembre de 1931) es una botánica, micóloga, liquenóloga, profesora, taxónoma, conservadora, y exploradora francesa. Desarrolla actividades académicas y científicas en el Laboratorio de Liquenología, Instituto de Ecología, Universidad Pierre y Marie Curie.

## Carrera
Marie-Agnès es una liquenóloga atípica. Ha mantenido intereses de investigación activos, y ha hecho contribuciones significativas a, diversos aspectos del campo durante por más de cincuenta años. Al principio, bajo la influencia de Marius Chadefaud, bajo cuya dirección preparó su tesis doctoral sobre anatomía comparada y ontogenia de ascomas de discoliquenes. Su primera publicación en 1953 fue con Chadefaud y sobre la estructura de ascis en la especie Pertusaria. Cuidadosamente ejecutó estudios estructurales y de desarrollo pioneros convirtiéndose en su principal objetivo. Fue una de los que gustaba referenciarse como «banda de los cuatro» de Chadefaud, junto con André Bellemere, Marie-Claude Janex-Favre, y Agnès Parguey-Leduc, que comenzó a mostrar a partir de la observación crítica de que los entonces dominantes puntos de vista de Nannfeldt-Luttrell, del desarrollo de clasificaciones de ascomicetos, que eran poco sólidos. Muchos eran escépticos de sus dibujos e interpretaciones ya que a menudo parecían tan contrarias a las opiniones aceptadas, y también eso estaba en francés proporcionando una barrera, aunque Marie-Agnès, en particular, produjo importantes exámenes de la labor del grupo en inglés. Sin embargo, la "banda de los cuatro" continuó su documentación minuciosa, y no fue hasta mediados de la década de 1970, que la marea empezó a cambiar. Estudios de microscopía electrónica comenzaron a mostrar que estaban estudiando las estructuras reales, y micólogos en general comenzaron a despertar y reconocer la importancia de sus descubrimientos, que son hoy en día también apoyado por los datos moleculares abrumadoras.
También fue influenciada por Henri des Abbayes con quien trabajó en Rennes, en las primeras etapas de su carrera. En consecuencia, tenía un profundo interés en sistemática de líquenes y su ecología, y podría haber estado en peligro de convertirse en una alfa-taxónoma, produciendo una monografía magistral de Laurera en 1958. Más tarde, desarrolló un interés especial en los efectos de la contaminación atmosférica sobre los líquenes , que también estimuló a otros a trabajar en profundidad sobre ese tema en Francia.
Jugó un papel clave en el establecimiento de la Asociación Francesa de Liquenología, en 1976; y, fue su primera vicepresidenta y segunda presidenta, de 1978 a 1980). En 1993, planificó el Taller de Investigación Avanzada de la OTAN sobre sistemática de ascomicetos, celebrado en París; un evento de gran éxito y oportuno, involucrando a 140 investigadores de 24 países, e hizo mucho para consolidar lo que hoy es la inclusión de rutina de los hongos que forman líquenes en los sistemas globales de ascomicetos. En esa ocasión, la «banda de los cuatro» presentó sus resultados, ampliamente aclamados, con documentos de referencia clave para la reunión; lo que fue un cambio en la percepción desde la década de 1960.
Trabajó con microscopios modestos, o constatando que las tres damas de la banda pintaban las paredes de su laboratorio. Se retiró en agosto de 1999 de su cargo como Directora de Investigaciones en el CNRS (Centro Nacional de Investigación Científica), celebrada en la Universidad Pierre y Marie Curie de París, donando su biblioteca al Museo Nacional de Historia Natural de Francia.

## Algunas publicaciones
- serge Déruelle, françoise Guilloux, marie-agnès Letrouit-Galinou. 1999. Cartographie de la pollution atmospherique dans la région Île de France à partir de l'observation de la végétation lichénique: état de qualité de l'air en 1992 : rapport final. Ed. Institut d'écologie.
- j. Asta, marie -a. Letrouit-Galinou. 1995. Observations on the early growth of Rhizocarpon geographicum thalli. Herzogia, 11: 239-252.
- marie-agnès Letrouit-Galinou, a. Parguey-Leduc, m.-c. Janex-Favre. 1994. Ascoma Structure and Ontogenesis in Ascomycete Systematics. Ascomycete Systematics 269: 23-36
- jean Wagner, marie-agnès Letrouit-GalinouJ. 1988. Structure et ontogenèse du thalle squamuleux du lichen Endocarpon pusillum (Pyrénolichens, Verrucariacées). Canadian J. of Botany 66 (11): 2118-2127 10.1139/b88-290
- -------------------------------, richard Lallemant. 1970. Le developpement des apothecies du Nephroma resupinatum (L.) Ach. Lichen, Nephromacee. Revue Generale de Botanique 77.

### Capítulos de libros
- margalith Galun. 1988. CRC Handbook of Lichenology, v. 2. Ed. CRC Press, 192 p. ISBN 0849335825, ISBN 9780849335822[5]

## Membresías
- de la Société Botanique de France[6]

- de la Société phycologique de France[7]

## Premios y reconocimientos
- 2004: medalla Acharius Archivado el 24 de junio de 2021 en Wayback Machine..[8]
- 1964: premio Gandoger, de la Société Botanique de France[9]

## Eponimia
Familia
- Letrouitiaceae Bellem. & Hafellner (1982)[11][12]

Género de líquenes
- Letrouitia Bellem. & Hafellner (1982)[13][14]